# Michael Allmaier
Michael Allmaier (* 1969 am Niederrhein) ist ein deutscher Redakteur, Autor und Restaurantkritiker.

## Werdegang
Allmaier studierte Komparatistik unter anderem in Essen. Von 1999 bis 2002 war er Filmredakteur und Restaurantkritiker im Feuilleton der FAZ.
Allmaier ist Redakteur im Ressort Entdecken bei der Wochenzeitung Die Zeit; auch hier ist er unter anderem als Gastronomiekritiker tätig.

## Auszeichnungen
- Alexander-Rhomberg-Preis 1998[4]
- Columbus-Autorenpreis 2005[5]
- Columbus-Autorenpreis 2010[6]
- Dietrich-Oppenberg-Medienpreis 2016[7]
- Columbus-Autorenpreis 2019[8]
- Columbus-Autorenpreis 2024[9]
- Nominiert für den Henri-Nannen-Preis in der Kategorie Humor 2007[10] und für den Deutschen Reporter:innenpreis in der Kategorie Essay 2022[11]

## Veröffentlichungen (Auswahl)
- Als Herausgeber: Hier spricht der Gast: Ein Brevier für den Restaurantbesuch. Nicolai Publishing 2002, ISBN 978-3875845969.
- Als Herausgeber: Sehnsuchtsorte: Von der Südsee bis Samarkand: Reisen an das Ende des Regenbogens. Corso 2011, ISBN 978-3862600342.
- Zeit Ratgeberheft: Genießen mit gutem Gewissen. Zeitverlag Bucerius 2012.
- Die Zeit Travel Journal Hamburg. Mo Media 2014, ISBN 978-3943502879.
- Die Zeit Travel Journal Barcelona. Mo Media 2014, ISBN 978-3943502862.
- Die Zeit Travel Journal London. Mo Media 2014, ISBN 978-3943502886.
- Die Zeit Travel Journal Paris. Mo Media 2014, ISBN 978-3943502893.
- Die Zeit Travel Journal Venedig. Mo Media 2014, ISBN 978-3943502916.